# Limetta

Limetta

La limetta è il nome comune dato a varie specie di agrumi dalle caratteristiche simili, e specialmente a Citrus × aurantiifolia (Christm.) Swingle, 1913 e Citrus limetta Risso. La buccia del frutto maturo è gialla, ma di solito viene raccolto verde e acerbo per la vendita commerciale.
Altre specie conosciute con questo nome sono: Citrus × latifolia (limetta persiana), Citrus glauca (limetta del deserto), Citrus × limettoides (limetta palestinese), Citrus × lumia (limetta siciliana o lumia di Sicilia).
Commercialmente il frutto di questa pianta è indicato anche con il termine inglese di lime (IPA: /ˈlaim/ o meno frequente /ˈlime/). In Italiano sinonimo di "limetta" è il termine lima.
Spesso le specie conosciute con nome di "limetta" sono degli ibridi derivati da diverse specie del genere Citrus.

## Varie specie e ibridi conosciuti con il nome di limetta

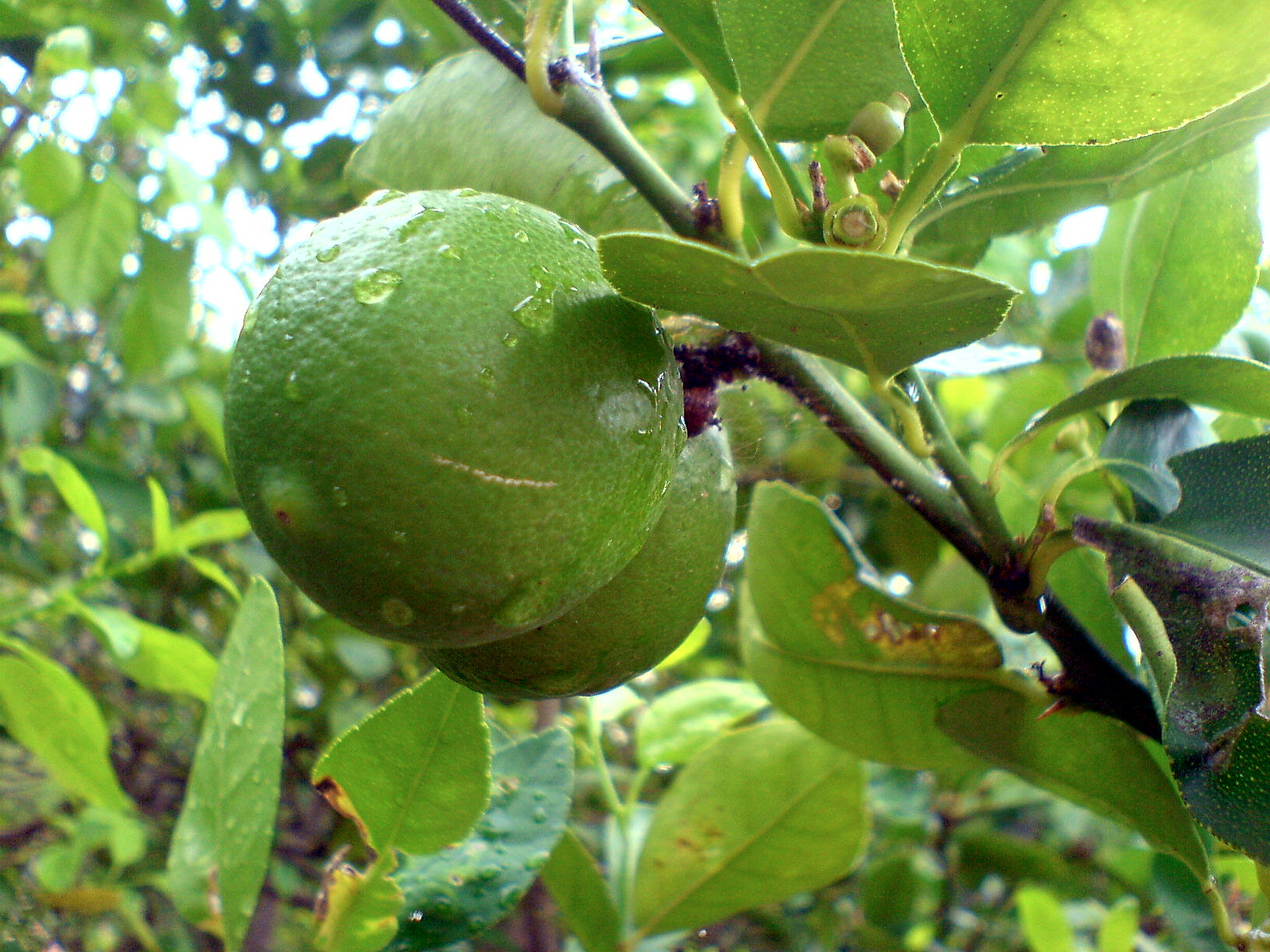
Limetta (Citrus ×aurantiifolia (Christm.) Swingle, 1913)

Esistono diverse specie di agrumi il cui frutto è chiamato "limetta". La difficoltà nell'identificare esattamente quali specie siano chiamate in questo modo nelle diverse parti del mondo è accresciuta dalla complessità botanica del genere stesso degli agrumi (Citrus), a cui appartiene la maggioranza di piante note come "limette": le specie di questo genere si ibridano facilmente ed è solo di recente che gli studi genetici hanno iniziato a far luce sulla struttura del genere.

### Ibridi intragenerici

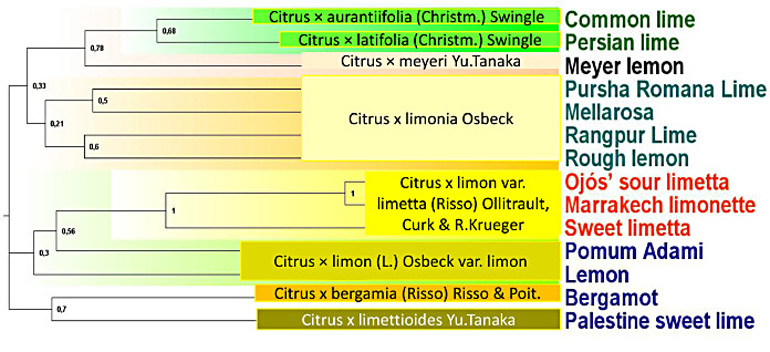
Schema dell'affinità che presentano gli ibridi che condividono il nome comune "limetta"

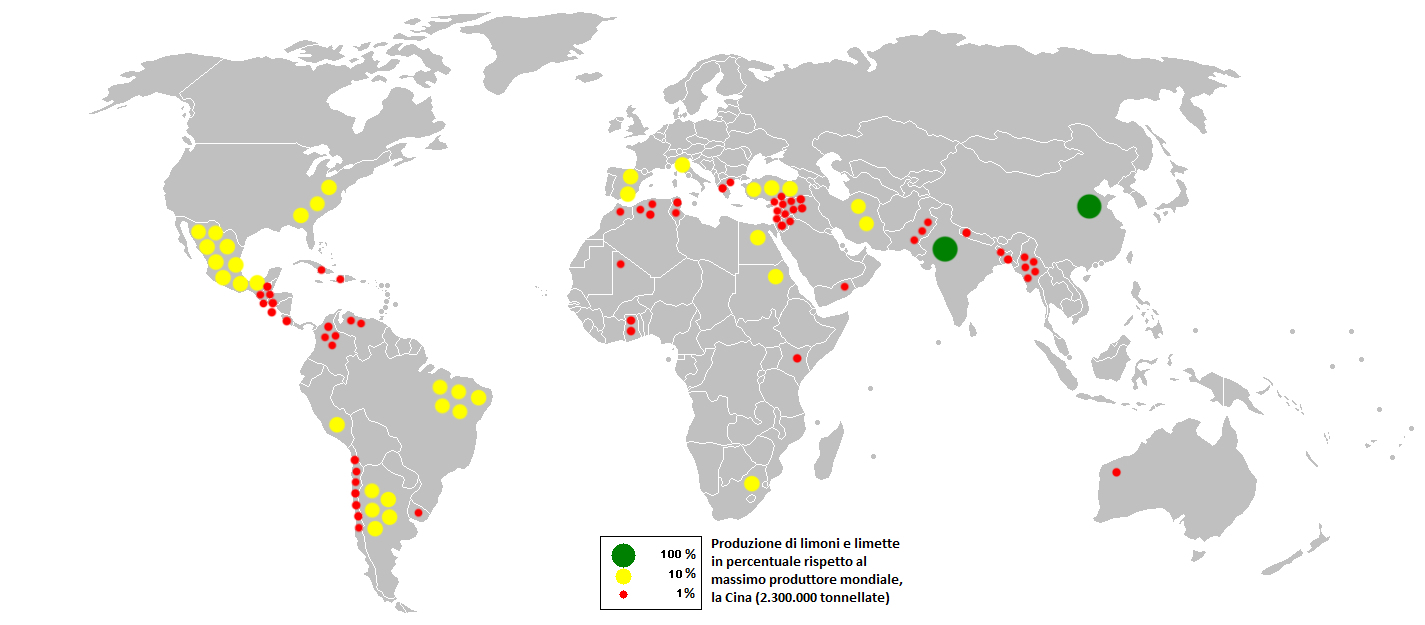
Produzione mondiale di limoni e limette

La maggior parte delle specie coltivate conosciute con il nome di "limetta" sono ibridi intragenerici, prodotti a partire dal cedro (Citrus medica), dal mandarino (Citrus reticulata), dal pomelo (Citrus maxima) e dalla combava (Citrus hystrix var. micrantha). Da questi ibridi sono a volte state selezionate delle cultivar.
- Citrus × aurantiifolia (Christm.) Swingle, 1913, ibrido tra Citrus micrantha e Citrus medica; comprende le seguenti cultivar:
  - cv.: La Valletta[7][8]
  - cv.: Mexicana[7][8][9]
  - cv.: Tahiti[9]
- Citrus × latifolia: limetta di Tahiti o limetta persiana[10], senza semi, ibrido tra Citrus aurantiifolia e Citrus limon; ha frutti ovali, e molto piacevoli al gusto. È la varietà più largamente diffusa negli Stati Uniti d'America ed è coltivata specialmente in California. Una sua cultivar è il limoncello di Napoli, coltivato da secoli in Toscana[11] .
- Blood australian lime - limetta rossa australiana[12]: ibrido tra Citrus australasica e Ellendale Mandarin, realizzato dal Commonwealth Scientific and Industrial Research Organisation (CSIRO) per studiarne l'adattamento a condizioni di elevata salinità.
- Citrus × floridana, detta con termine inglese limequat[13], è un ibrido tra Citrus × aurantiifolia e kumquat (Citrus japonica), creato da Walter Tennyson Swingle nel 1909.
- Citrus × limettoides, limetta dolce palestinese o limetta del Patriarca; si coltiva in India, Palestina ed Egitto[10]. Il suo frutto è succoso e pressoché privo di semi, tuttavia il gusto è poco agro: l'acidità di queste limette infatti, talvolta non raggiunge lo 0,1%.
- Citrus × lumia, limetta francese o lumia di Sicilia[4].
- Citrus × microcarpa, calamondino, o limetta dorata, o limetta delle Filippine.
- Citrus × limonia, limandarino o limetta rossa, o limetta di Rangpur[14]. Non è propriamente una limetta, essendo un ibrido tra il mandarino e il limone, specie quest'ultima non presente negli ibridi tipici di limetta; ciononostante, è molto simile alle limette. Si coltiva in India, California e Australia, principalmente per la produzione di marmellate, ritenute più gustose di quelle di arancia.

### Specie che condividono il nome comune "limetta"
Genere Citrus
- Citrus limetta Risso, limetta dolce
- Citrus limetta varietà “Pursha”, limetta romana o limetta dolce romana: varietà molto robusta, simile al limone, ma meno agra e con un gusto assai piacevole; fa parte delle limette dolci e viene coltivata solamente in Italia, dato che la produzione californiana è stata pressoché abbandonata.
- Citrus australis, limetta rotonda, limetta australiana, originario del Queensland settentrionale[15];
- Citrus garrawayi, limetta del Monte White, originario del Queensland settentrionale[15];
- Citrus glauca, limetta del deserto o limetta della boscaglia, originaria del Queensland, Nuovo Galles del Sud e  Australia Meridionale[15];
- Citrus hystrix, limetta Kaffir o combava, diffusa nel Sud-est asiatico, nelle isole minori dell'Oceania, nel sud della Cina e in alcune zone dell'Asia meridionale[15].

Altri generi
- Melicoccus bijugatus, limetta spagnola o mamoncillo

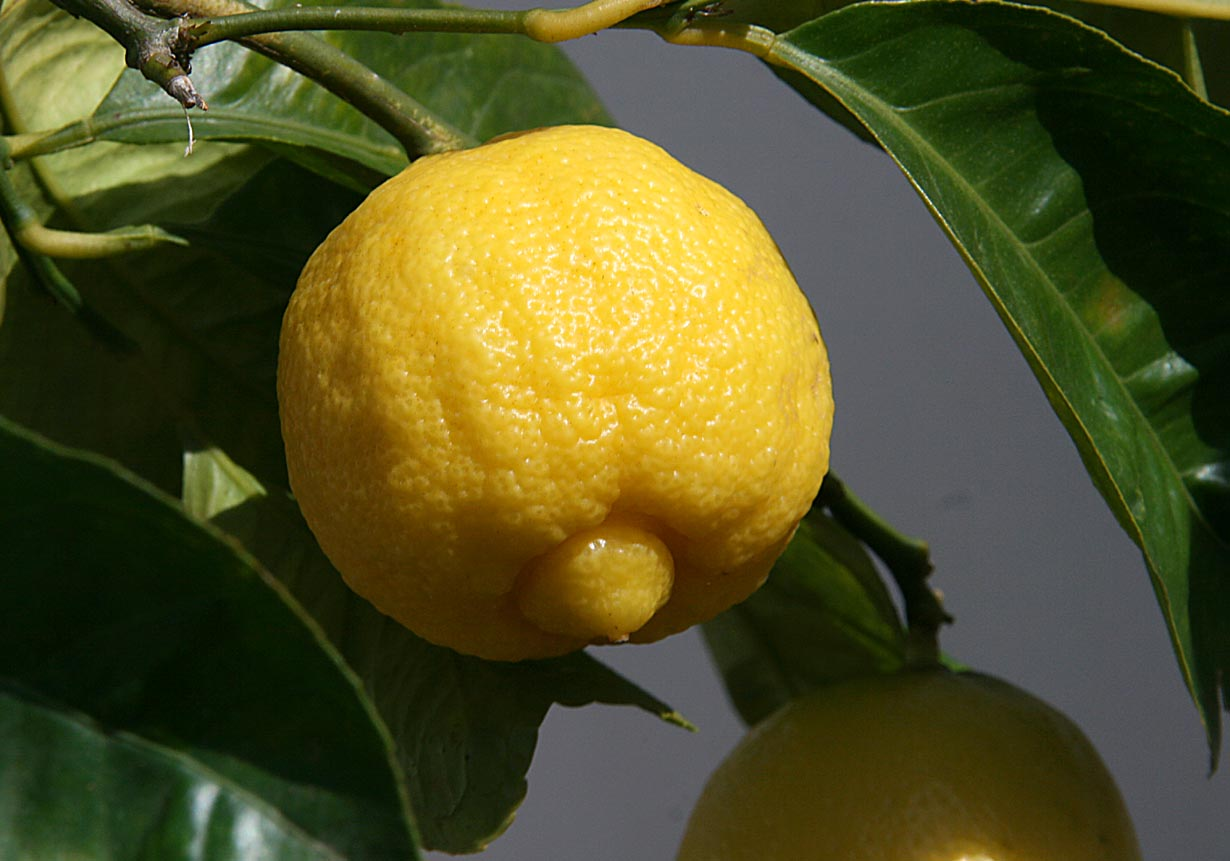
Limetta (Citrus limetta)
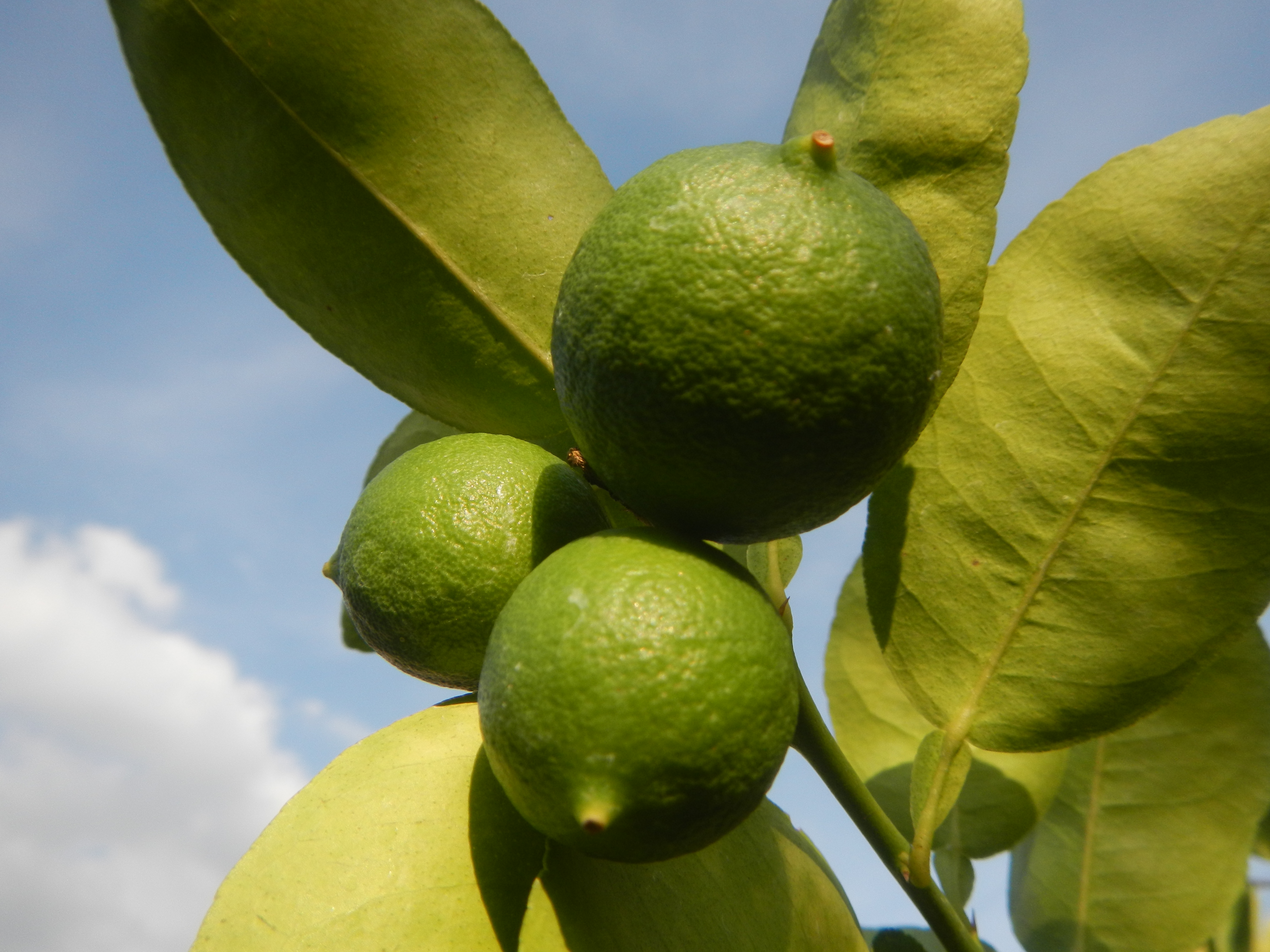
Limetta (Citrus × aurantiifolia)
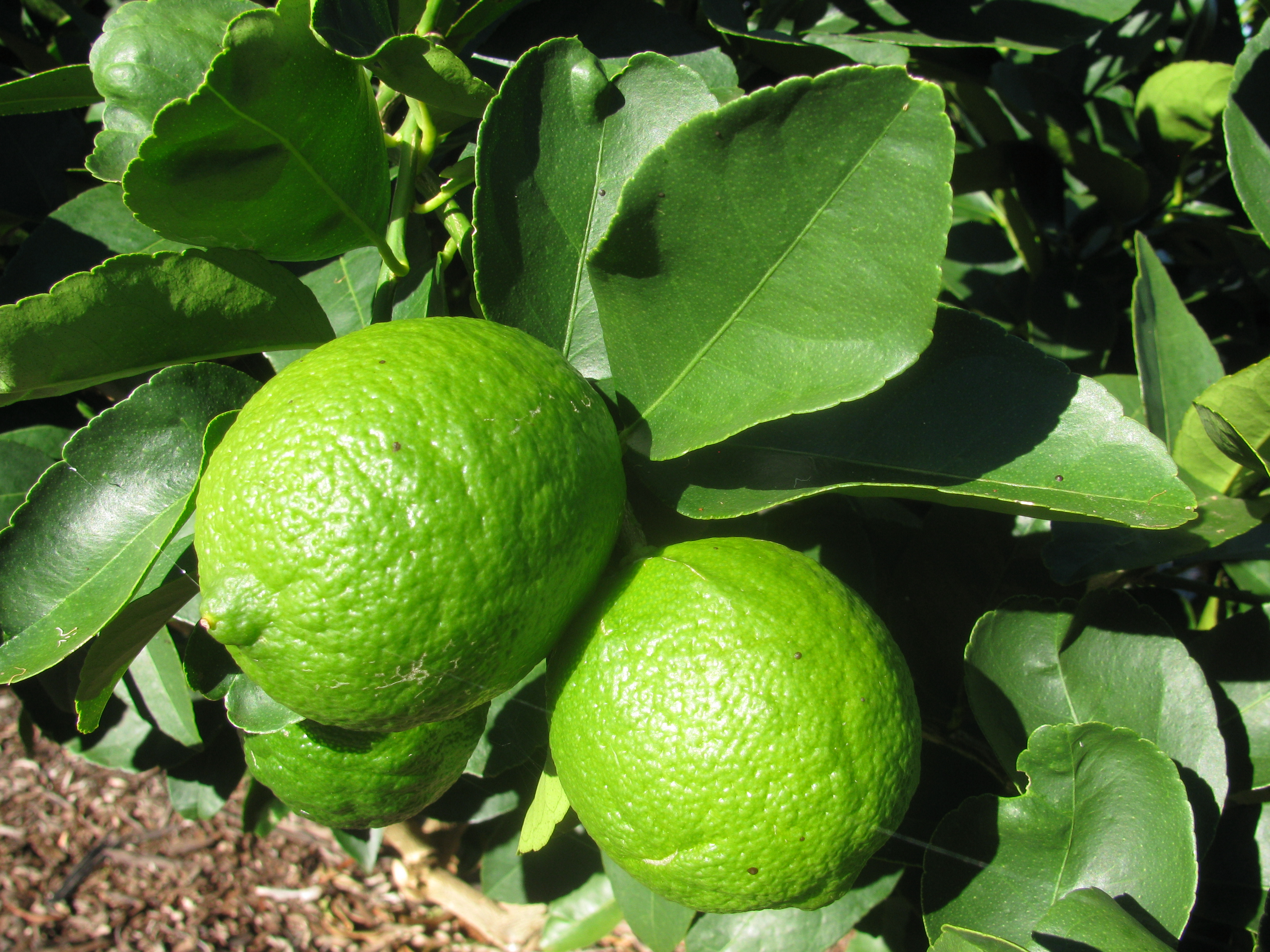
Limetta di Tahiti o limetta persiana (Citrus × latifolia)
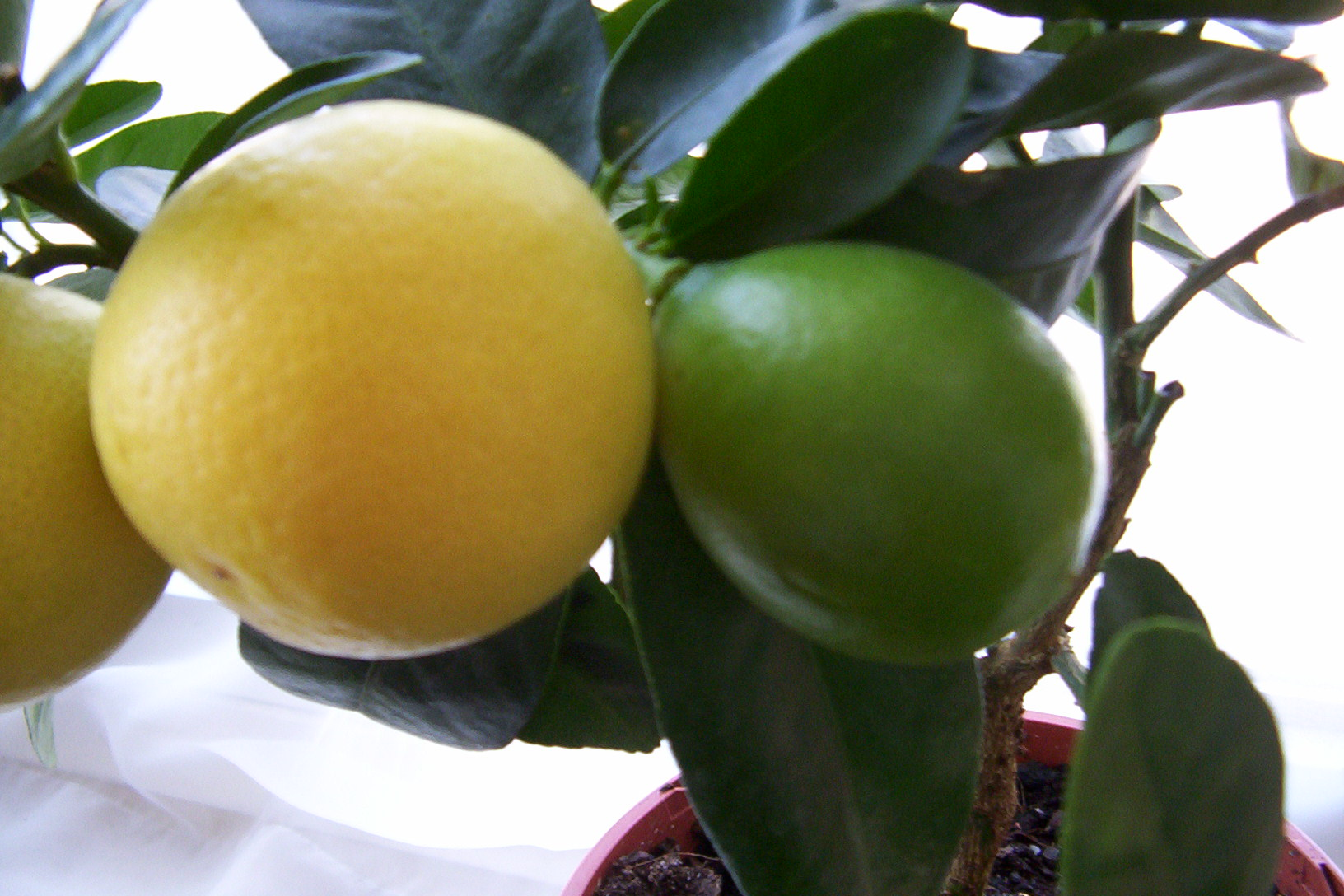
Limequat (Citrus × floridiana)
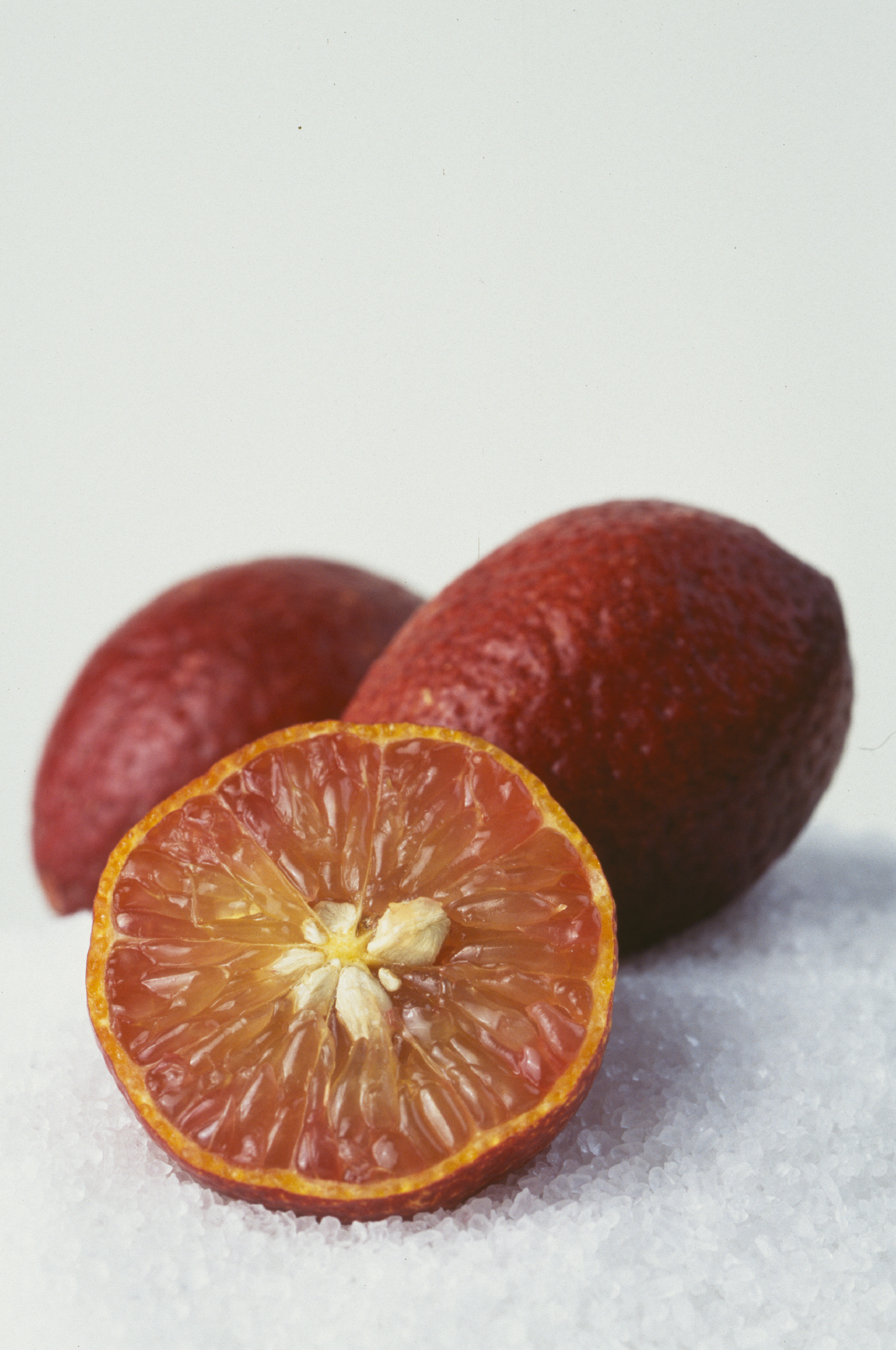
Blood australian lime - limetta rossa australiana
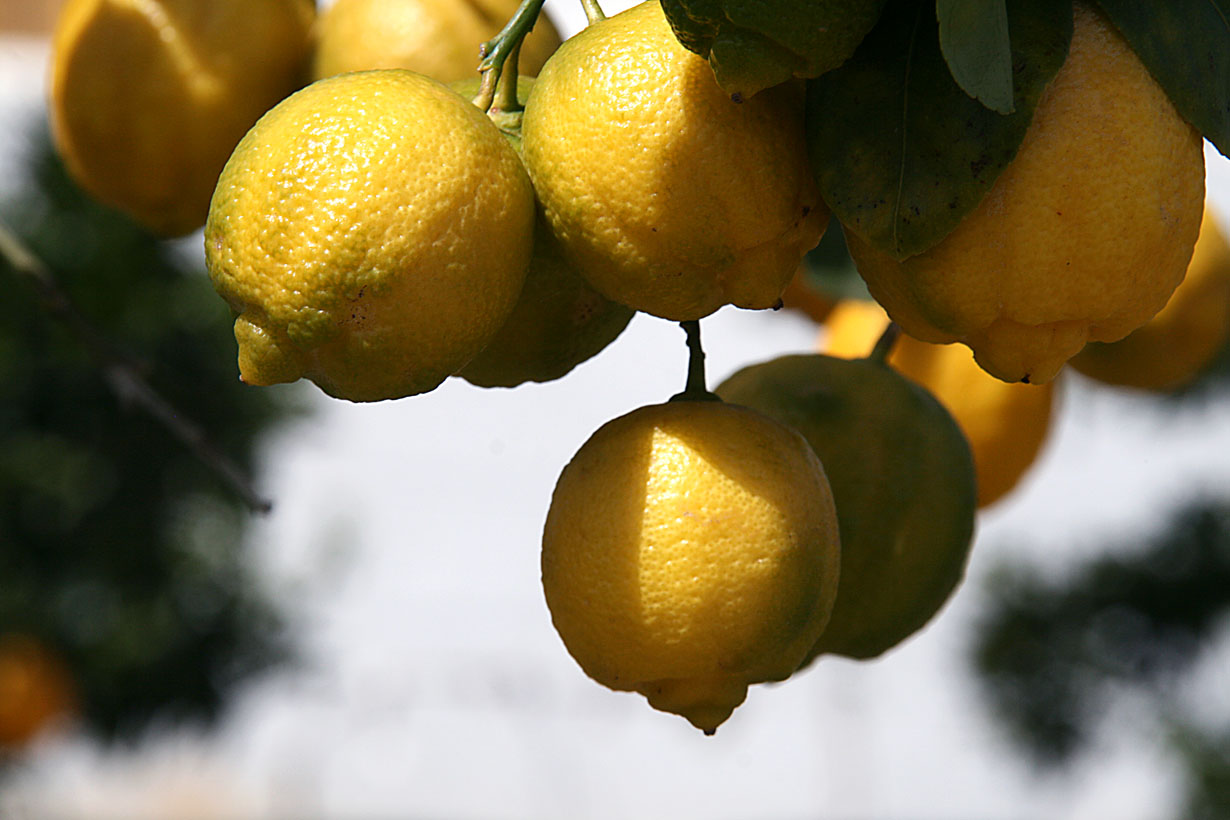
Limetta dolce palestinese (Citrus × limettioides)
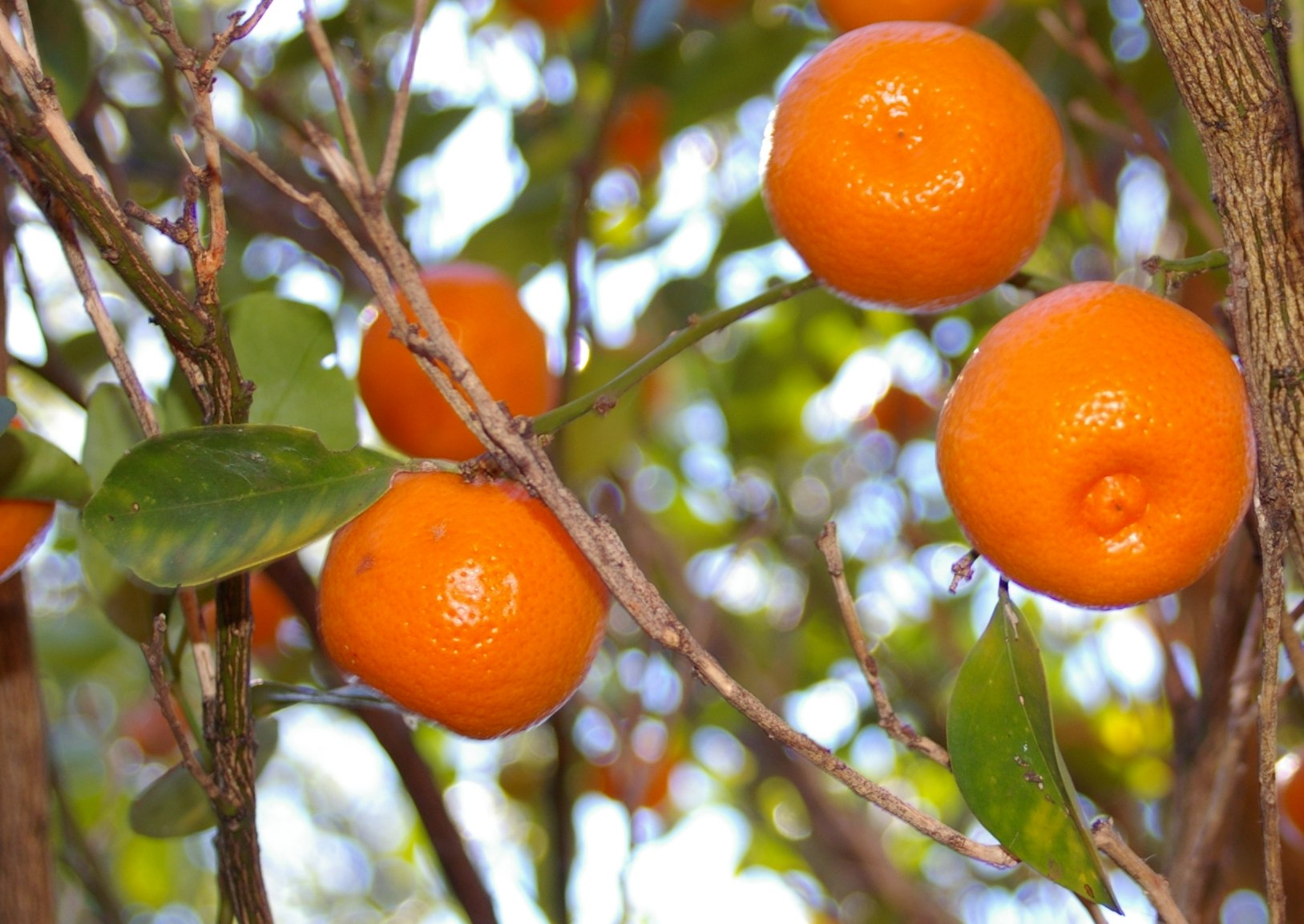
Calamondino, o limetta dorata, o limetta delle Filippine (Citrus × microcarpa)
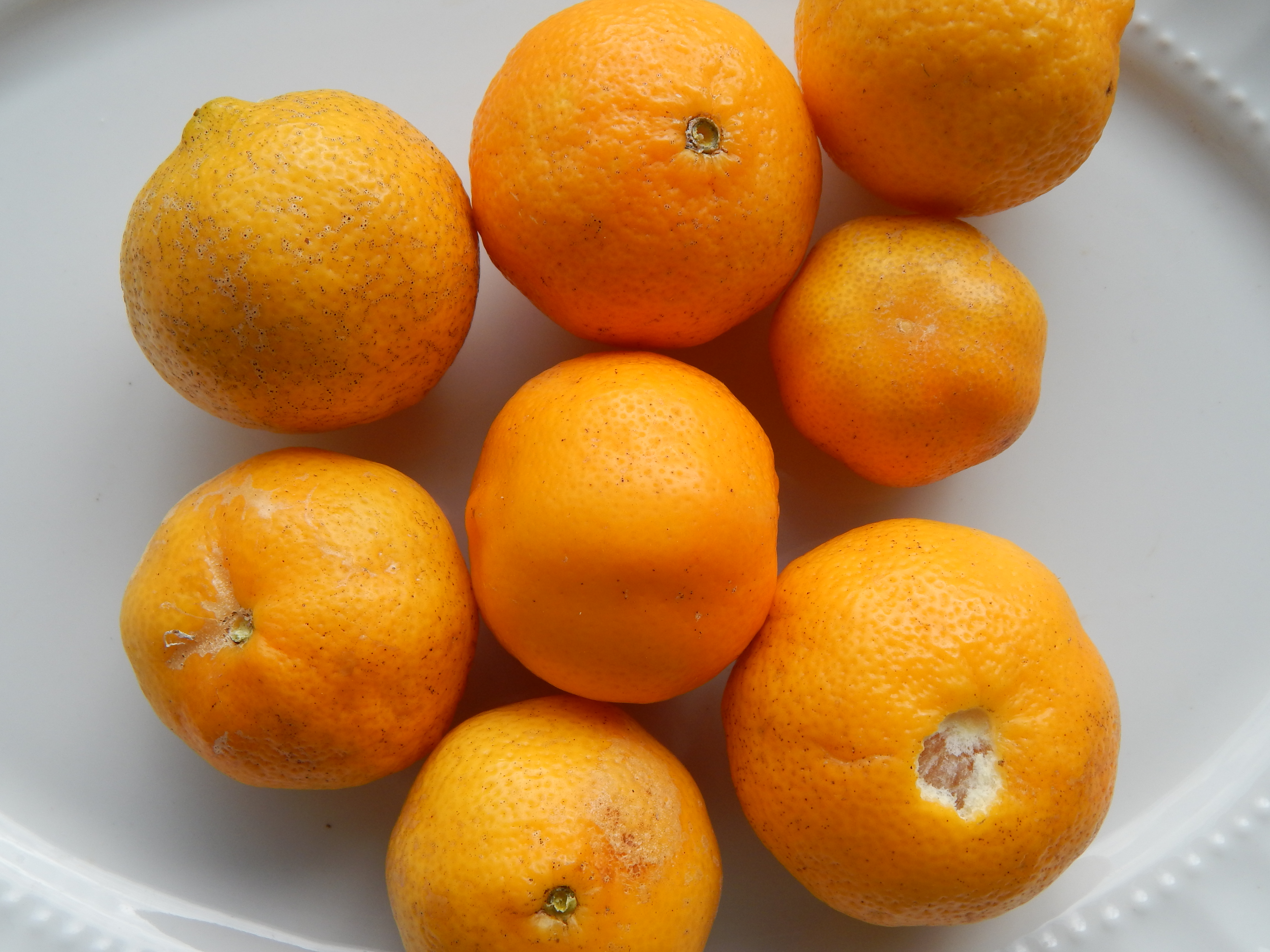
Limandarino, o limetta rossa, o limetta di Rangpur (Citrus x limonia)
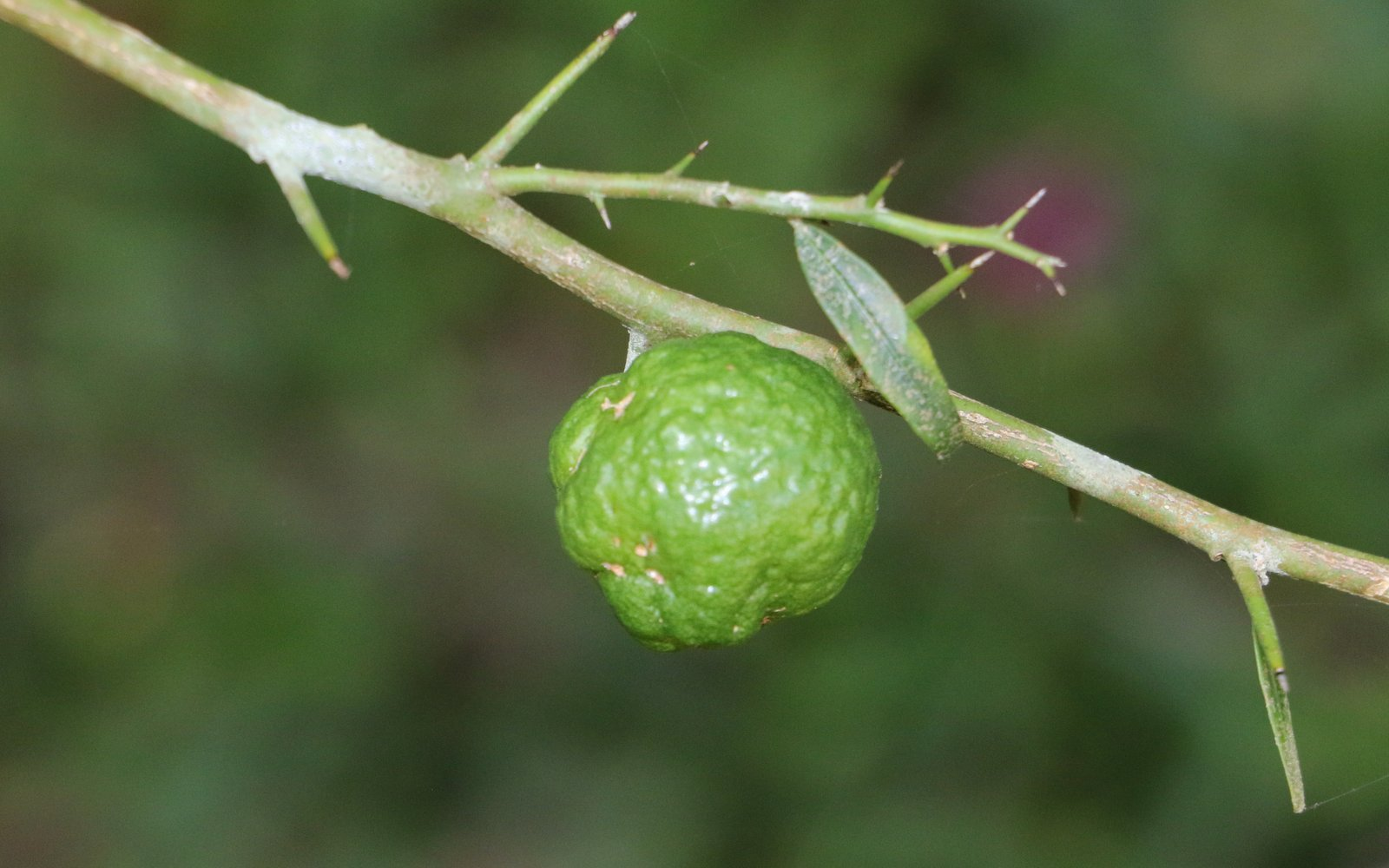
Limetta rotonda o limetta australiana (Citrus australis)
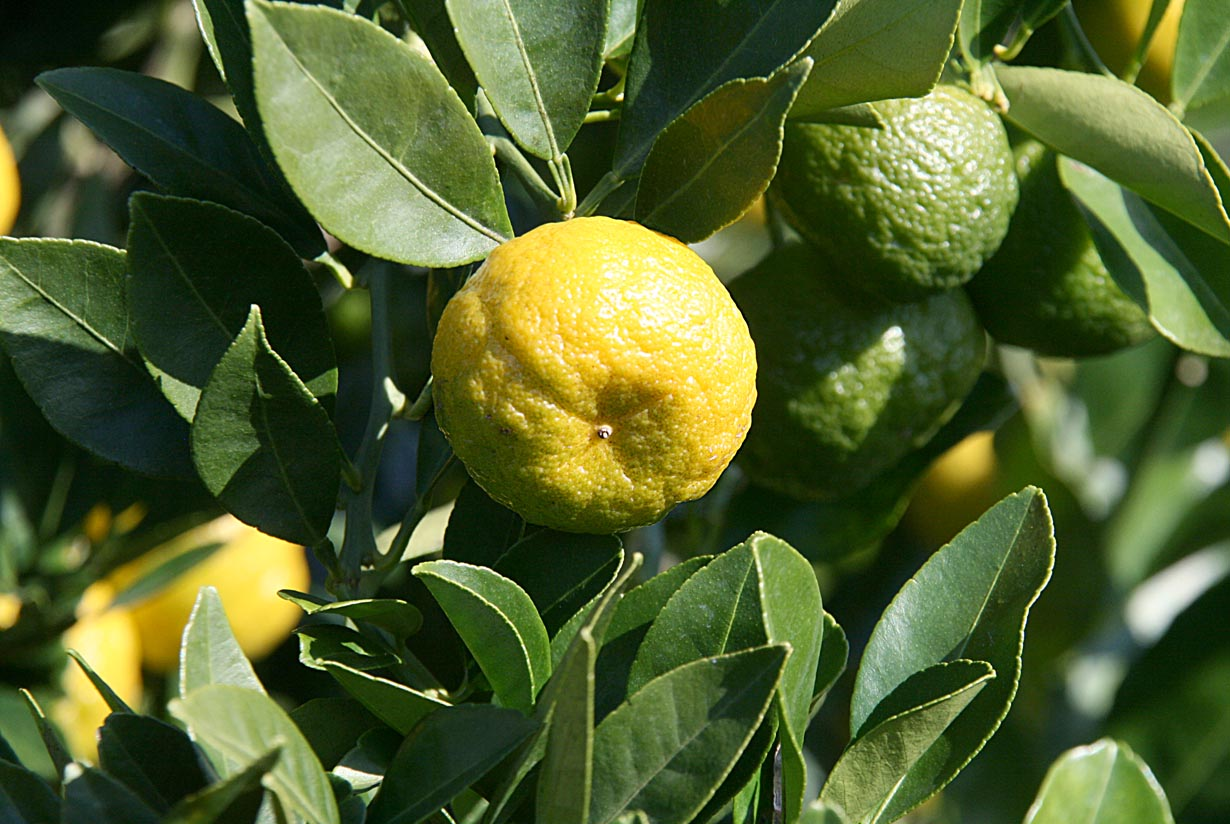
Limetta romana (Citrus limetta var. Pursha)
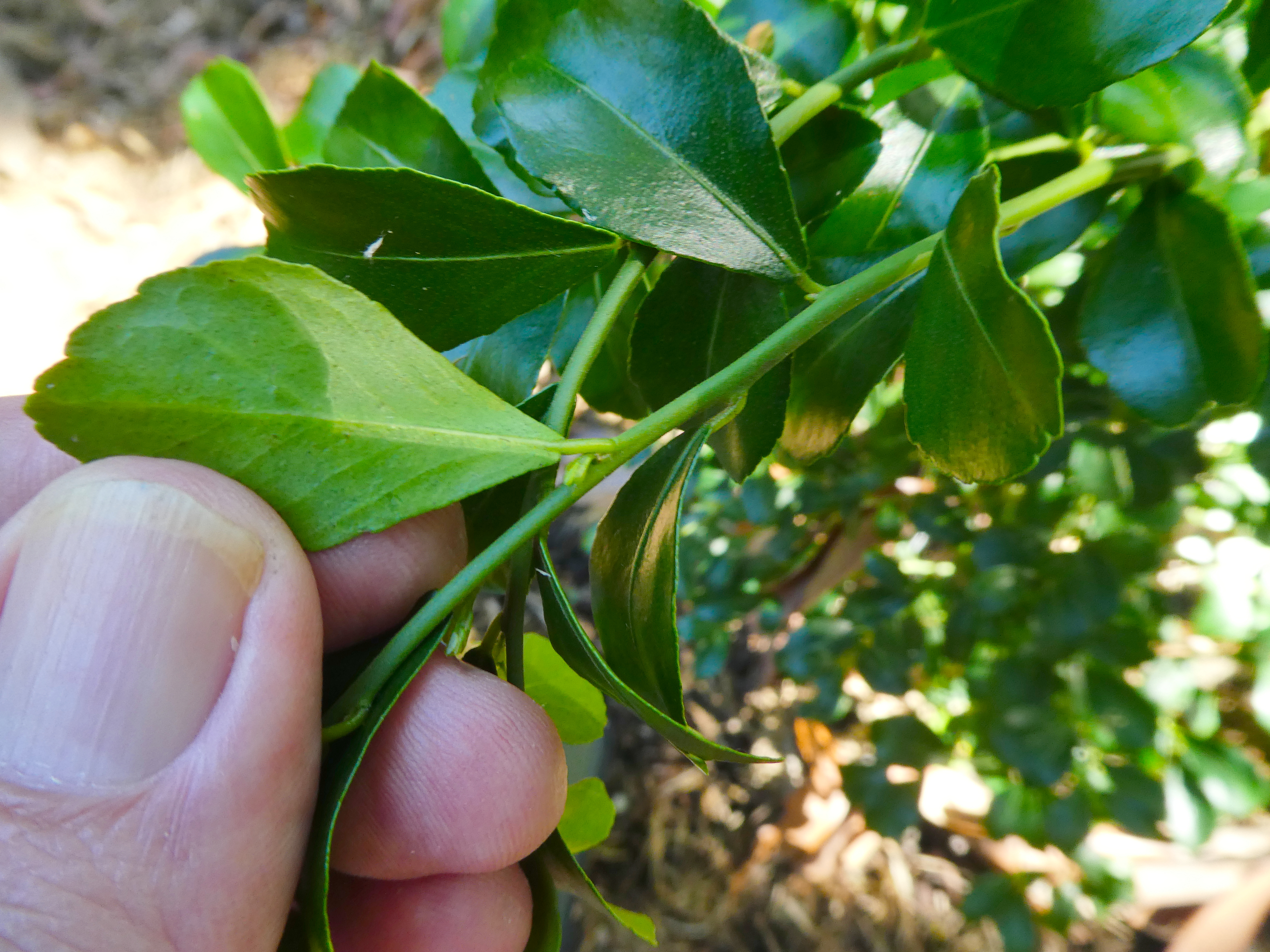
Limetta del Monte White (Citrus garrawayi)
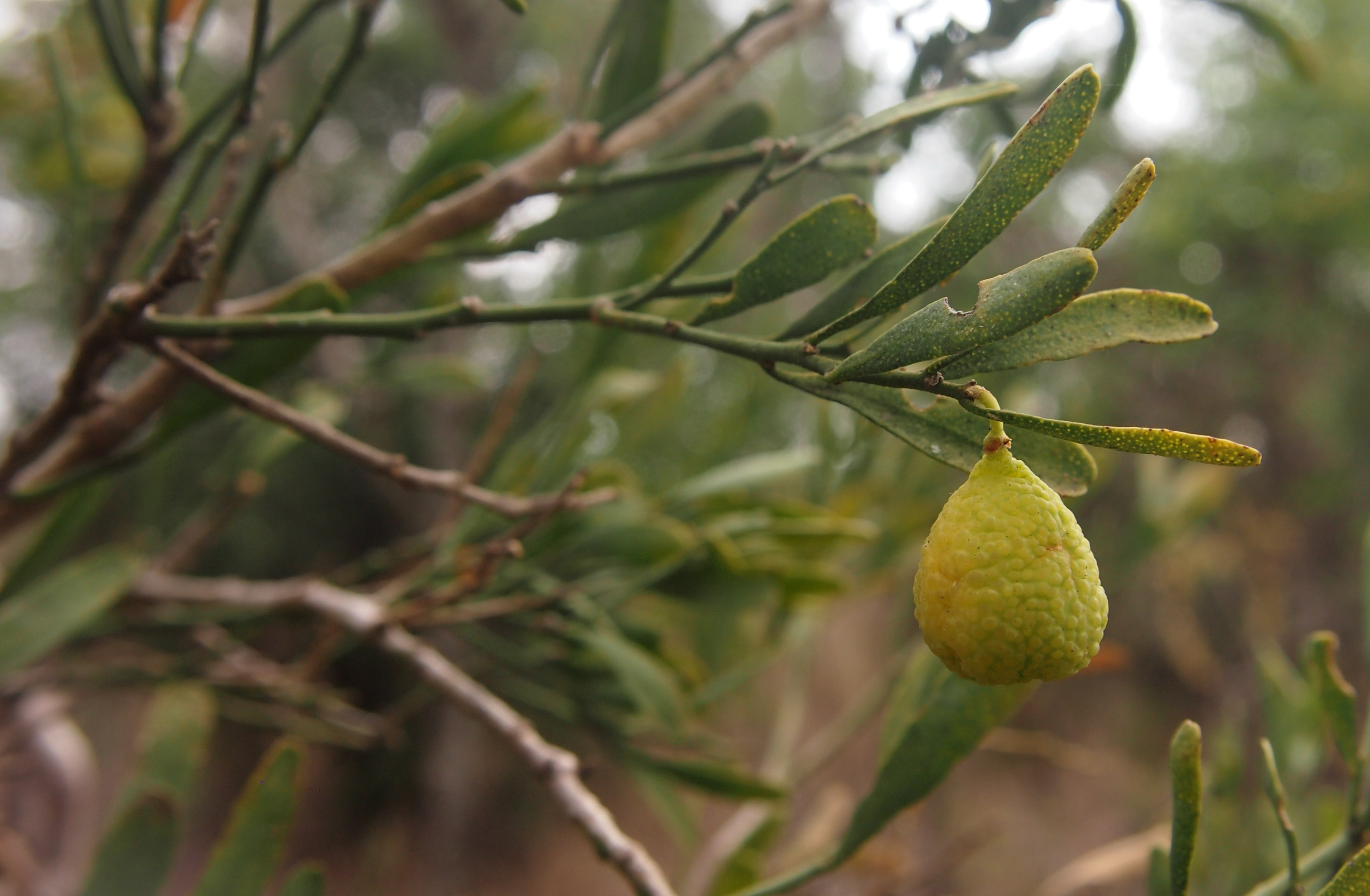
Limetta del deserto o limetta della boscaglia (Citrus glauca)
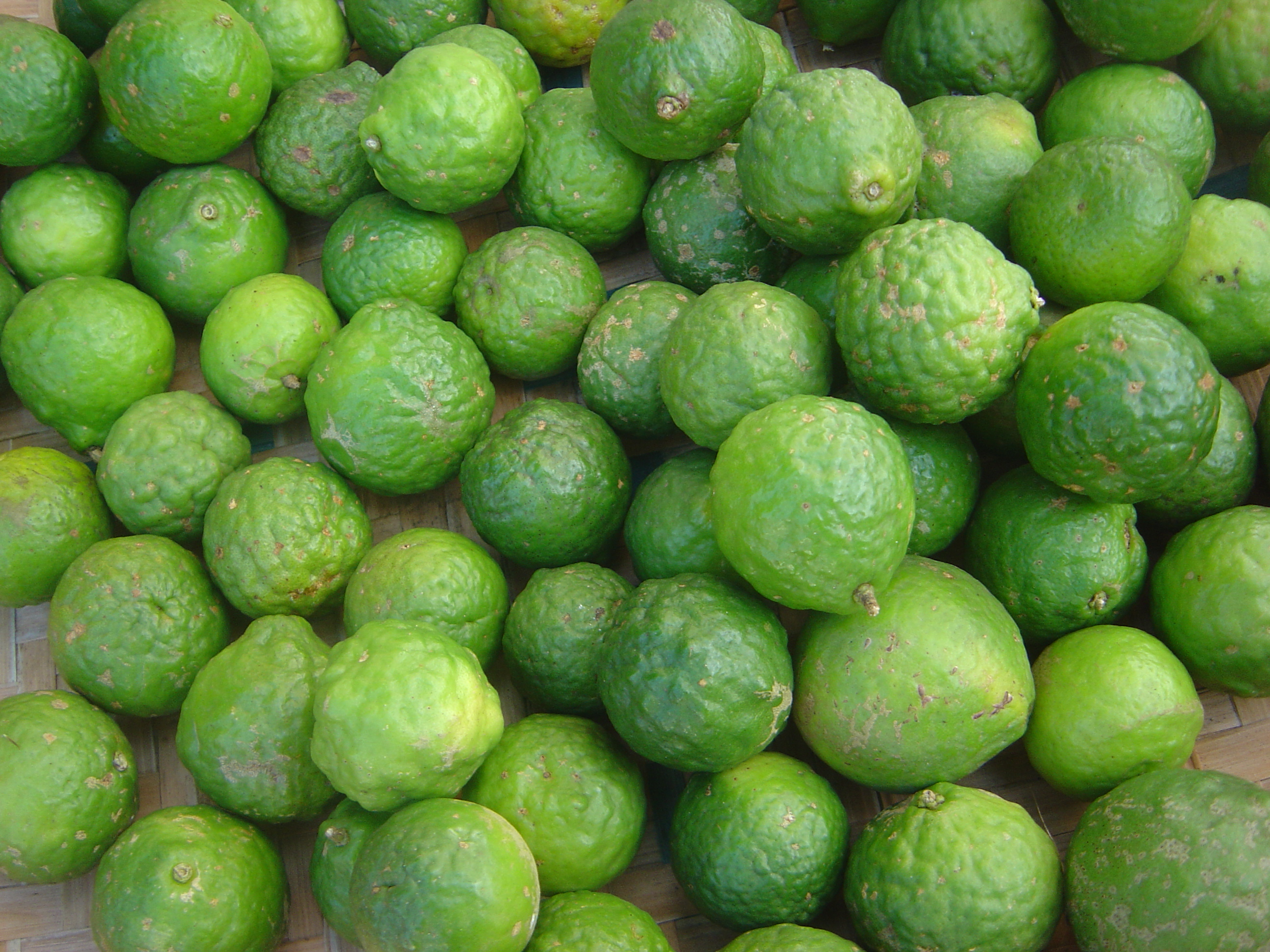
Limetta Kaffir o combava (Citrus hystrix)
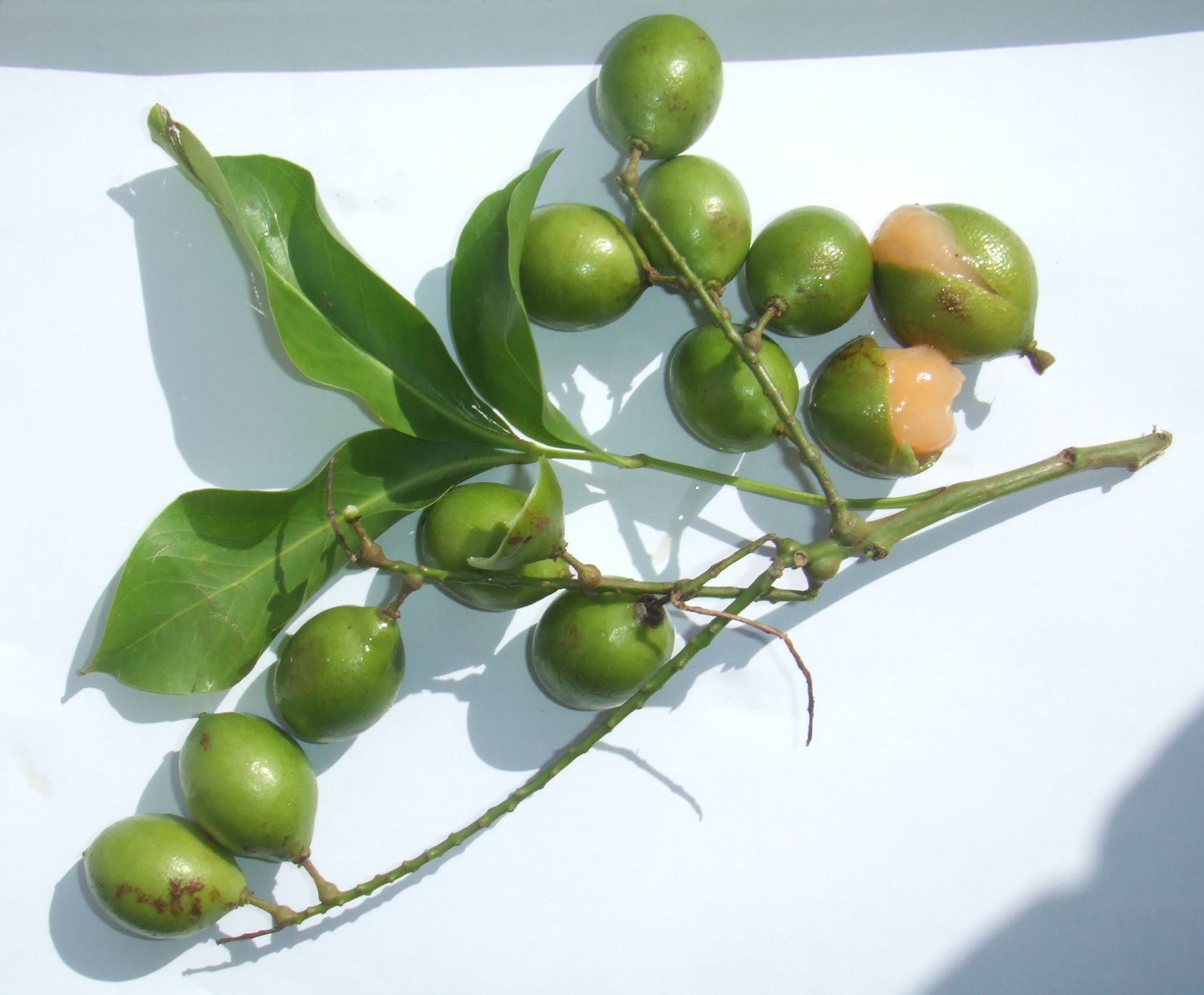
Limetta spagnola o mamoncillo (Melicoccus bijugatus)

## Coltivazione in Italia

### Limetta calabrese
In Italia, la limetta è coltivata soprattutto in Calabria, dove la sua presenza è storica. Appartiene alla specie Citrus limetta Risso. La limetta calabrese è un prodotto agroalimentare tradizionale calabrese. Non ci sono dati certi sul periodo della sua introduzione, ma si ipotizza comunque che questo agrume sia stato portato in Calabria nel Medioevo, all'epoca della dominazione bizantina oppure dagli Arabi, quando dominavano la Sicilia; in entrambi i casi ci si aggira intorno al VIII e IX secolo.
Informazioni meno ipotetiche risalgono al XVIII secolo, quando il botanico anconetano Paolo Bartolomeo Clarici, scrisse Istoria e coltura delle piante che sono pe'l fiore più ragguardevoli, e più distinte per ornare un giardino in tutto il tempo dell'anno, con un copioso trattato degli agrumi. Nel testo parla di un frutto coltivato in Calabria, definendolo «Limon Calaber fructus minimo rotundo angustioribus et breviorivus foliis…» ("limone calabrese con frutto piccolo e rotondo e con foglie strette e corte"); secondo alcuni, questo agrume potrebbe essere proprio la limetta calabrese, e in questo caso la sua coltivazione in Calabria sarebbe attestata sin dall'inizio del Settecento.
Attualmente la coltivazione della limetta calabrese, chiamata localmente piretta, è diffusa soprattutto nella piana di Sibari, dove viene cresciuta ad alberello  o ad alto cespuglio. Nella tradizione locale, i frutti sono utilizzati per estrarre dalla buccia gli olii essenziali o per produrre un digestivo, oppure per la produzione di succhi dissetanti e ricchi di vitamina C e di potassio. Il succo, abbinato ad un pizzico di sale, è utilizzato anche contro la nausea. La coltivazione della limetta calabrese ha subito una graduale riduzione negli ultimi decenni, subendo la concorrenza di altri agrumi più redditizi. La limetta calabrese è compresa nell'Arca del Gusto di Slow Food.

### Limetta romana

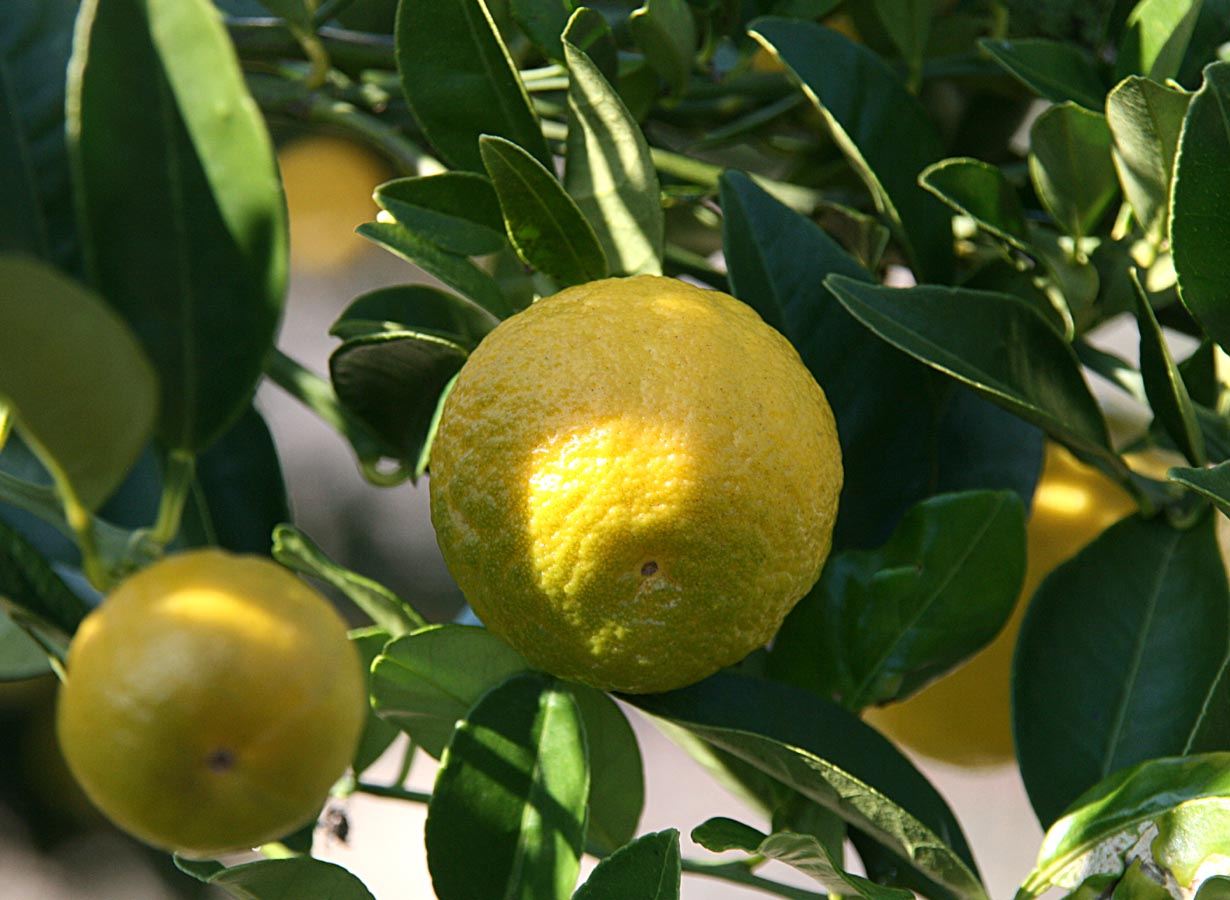
Frutti di limetta romana (Citrus limetta varietà “Pursha”), che presentano la tipica depressione ai poli

Tra le varietà italiane di limetta c'è la limetta romana (Citrus limetta varietà “Pursha”), che appartiene al gruppo delle limette dolci. Caratteristica è la forma dei frutti, che presentano una depressione ai due poli e un umbone all'estremità, circondata da un caratteristico solco areolare; la buccia è notevolmente rugosa, cosa che permette di distinguerla dalla limetta dolce della Palestina (Citrus limettoides Yu.Tanaka, 1937), per altri versi simile. La limetta romana si distingue dalla palestinese anche per la polpa del frutto, che non è molto aderente alla buccia ed è ricca di sugo agrodolce, e per il colore più scuro delle foglie.
Le foglie sono di forma ovato-ellittica, con apice appuntito e piccioli corti a volte provvisti di alette. Le spine, lunghe e numerose, si trovano all'ascella delle foglie. La fioritura è ininterrotta dalla primavera all'autunno, ma è più intensa nel periodo primaverile; i fiori, bianchi e profumati, sono singoli o in gruppi che vanno da due a otto.

## Usi

### Olio essenziale
L'olio essenziale (estratto principalmente dalla buccia di Citrus aurantiifolia) è utilizzato come terapeutico o nella profumeria, cosmetica e detergenti per la casa.

### Uso alimentare
In ambito alimentare, solitamente viene abbinata alla dolcezza delle fragole o del lampone per aromatizzare la gomma da masticare.
La limetta è consumata di rado come frutto fresco, ma trova largo impiego in cucina, sovente in sostituzione del limone. Il succo viene utilizzato per produrre il gelato al gusto limetta, oppure aggiunto alle macedonie di frutta e ai frutti di mare, spesso in combinazione con il curry. Rappresenta uno degli ingredienti principali della torta di limetta, un dolce tipico della Florida. La limetta essiccata viene utilizzata come spezia nella cucina mediorientale, in particolare nei paesi del Golfo Persico.
Il succo del frutto è altresì utilizzato per la preparazione di diversi cocktail, quali Caipirinha, Daiquiri e Mojito. Nell'industria alimentare è utilizzata per la produzione di bevande alcoliche e analcoliche.

### Uso antiscorbutico
Lo scorbuto è una malattia che mieteva centinaia di vittime tra i marinai, durante le lunghe traversate oceaniche. James Cook, il celebre esploratore britannico del XVIII secolo, grazie alla sua esperienza e alla sua capacità di osservazione, riuscì a mantenere i suoi marinai in buona salute attraverso un metodo innovativo: una dieta in cui erano presenti regolarmente agrumi, crauti e altri alimenti ricchi di vitamina C. Inoltre, nell'intento di proteggere la salute dei suoi uomini, pretendeva che a bordo fosse garantita un'igiene scrupolosissima. Per i suoi successi nella lotta allo scorbuto, la Royal Society gli conferì la medaglia Copley; tuttavia, Cook non aveva identificato quale dei vari espedienti adottati era responsabile di questi successi.
Grazie all'esperimento di James Lind, venne finalmente attestato il ruolo degli agrumi nella cura e nella prevenzione dello scorbuto.
All'inizio del XIX secolo, grazie alla conferma scientifica degli effetti antiscorbutici degli agrumi, il succo di limone fu introdotto dalla Marina Britannica come ingrediente aggiuntivo per il grog, bevanda a base di rum annacquato distribuita giornalmente ai marinai. Dato che i limoni erano un prodotto di importazione dall'Europa, presto furono sostituiti dalle limette, che non era necessario importare, essendo coltivate nelle colonie britanniche. Non si sapeva, però, che le limette hanno un tasso di vitamina C  inferiore rispetto ad altri agrumi e che contengono solo un quarto della vitamina C rispetto a quella presente nei limoni (la vitamina C fuscoperta solo nel 1921). Inoltre, il grog veniva preparato in calderoni di rame, metallo che diminuisce il potenziale antiscorbutico del succo di limetta. L'uso del succo di limone e di limetta è all'origine del nomignolo con cui venivano chiamati i marinai britannici: limey. Nell'area dei magazzini portuali c'è tuttora una zona chiamata Limehouse, ossia "casa della limetta", il cui nome ricorda i grandi quantitiativi di questo frutto conservati in tal luogo.

### Uso ornamentale
Spesso si coltivano limette solo a scopo ornamentale, trattandosi di una pianta sempreverde (come quasi tutti i Citrus) che, con le condizioni favorevoli, fiorisce dalla primavera sino all'autunno. Inoltre, i suoi piccoli frutti colorati sono pittoreschi, in quanto rimangono a lungo attaccati al ramo assieme ai fiori del raccolto seguente.